# 孙安华
孙安华（1945年3月— ），男，安徽长丰人，中华人民共和国政治人物。西安交通大学机械系毕业，中共中央党校研究生学历，工程师。曾先后担任陕西、江苏两省的省委常委、兼省委政法委书记，江苏省政协副主席。

## 生平
1968年9月，自西安交通大学机械系毕业后，孙安华留校待分配。1968年12月，到陕西省渭南地区通用机械厂当工人；后长期在渭南地区工作。1978年7月加入中国共产党。曾历任通用机械厂技术员，地区重工业局、机械局、工交部干事，蓝田县副县长，渭南地区经委副主任，地委经济部部长，渭南市（县级市）市委书记。1990年1月，孙安华擢升中共渭南地委副书记、陕西省纪委副书记；1993年6月，出任陕西省监察厅厅长；1995年7月，转任中共陕西省委组织部副部长；1998年5月，当选中共陕西省委常委；6月起，兼任省委政法委书记。
2001年6月，孙安华平调中共江苏省委常委、省委政法委书记；2005年1月，被增选为江苏省九届政协副主席，任至2008年1月。